# أحمد مبارك (لاعب كرة قدم قطري)
أحمد مبارك، لاعب كرة قدم قطري سابق.
و قد لعب مع منتخب قطر لكرة القدم.

## كأس الخليج 1996
و قد سجل هدف في مرمى منتخب الإمارات لكرة القدم، وقد سجل هدف في مرمى منتخب السعودية لكرة القدم.